# 이코마 지카미치
이코마 지카미치(일본어: 生駒親道, 1826년 ~ 1855년)는 일본 에도 시대의 하타모토로, 야시마 이코마 가문의 11대 영주이다.
덴포 10년(1839년)에 선대 영주 이코마 지카요시가 사망하자 그 뒤를 이어 가문을 계승하였다. 안세이 2년(1855년)에 사망하였고, 아들 이코마 지카유키가 그 뒤를 이었다.